# Zenaga (langue)
Cet article concerne une langue berbère parlée en Mauritanie et au Sénégal. Pour le peuple contemporain homonyme, voir Zenagas. Pour la confédération berbère historique ayant aussi porté ce nom, voir Sanhadja.
Le zénaga ou zenaga (tuẓẓungiyya dans la langue même) est une langue berbère de l'Ouest dont les locuteurs sont principalement situés au sud-ouest de la Mauritanie entre Mederdra et la côte atlantique, et au Sénégal.
La langue comprendrait aujourd'hui de 200 à 2500 locuteurs.
Comme l'attestaient déjà les écrits de René Basset et Louis Faidherbe, le zénaga est également parlé au Sénégal. Le mot zénaga est d'ailleurs l'une des étymologies envisagées pour le nom du fleuve Sénégal, et donc du pays. Le nombre de locuteurs y serait d'environ 2 500 selon une source québécoise.

## Phonologie
|         | Antérieure | Antérieure | Centrale | Centrale | Postérieure | Postérieure |
| ------- | ---------- | ---------- | -------- | -------- | ----------- | ----------- |
| Fermée  | /i/        | /iː/       |          |          | /u/         | /uː/        |
| Moyenne |            |            | (/ə/)    |          |             |             |
| Ouverte |            |            | /a/      | /aː/     |             |             |

Les voyelles /i/ et /u/ sont marginalement distinctives et sont utilisées dans différents contextes. Il y a principalement un contraste entre la voyelle /a/ et la voyelle /ə/ pouvant être produite [i] ou [u]. Il y a deux diphthongues :/aw/ et /ay/, peuvent parfois être produites respectivement [oː] et [eː].
|              | Labiale      | Labiale      | Dentale      | Dentale  | Pré- palatale | Pré- palatale | Post- palatale | Post- palatale | Vélaire | Vélaire | Pharyngale | Pharyngale  | Laryngale |
| ------------ | ------------ | ------------ | ------------ | -------- | ------------- | ------------- | -------------- | -------------- | ------- | ------- | ---------- | ----------- | --------- |
| Occlusive    | b            | d            | t            | d        | tʲ ‹ tʸ ›     | dʲ ‹ dʸ ›     | k              | ɡ ‹ g ›        | q       |         |            |             | ʔ         |
| Occlusive    | (bˤ) (‹ ḅ ›) | dˤ ‹ ḍ ›     | (tˤ) (‹ ṭ ›) | dˤ ‹ ḍ › |               |               |                |                |         |         |            |             |           |
| Fricative    | f            | (v)          | s            | z        | ʃ ‹ š ›       | ʒ ‹ ž ›       |                |                | (x)     | ɣ       | (ʕ)        | (ħ) (‹ ḥ ›) | (h)       |
| Fricative    | (fˤ) (‹ f̣ ›) | (vˤ) (‹ ṿ ›) | (sˤ) (‹ ṣ ›) | zˤ ‹ ẓ › |               |               |                |                |         |         |            |             |           |
| Nasale       |              | m            |              | n        |               | ɲ ‹ nʸ ›      |                |                |         |         |            |             |           |
| Nasale       | mˤ (‹ ṃ ›)   |              |              |          |               |               |                |                |         |         |            |             |           |
| Battue       |              |              |              | ɾ ‹ r ›  |               |               |                |                |         |         |            |             |           |
| Battue       |              |              | ɾˤ ‹ ṛ ›     |          |               |               |                |                |         |         |            |             |           |
| Latérale     |              |              |              | l        |               |               |                |                |         |         |            |             |           |
| Latérale     |              |              | (lˤ) (‹ ḷ ›) |          |               |               |                |                |         |         |            |             |           |
| Semi-voyelle |              | w            |              |          |               | j ‹ y ›       |                |                |         |         |            |             |           |